# Pseudomma antarcticum
Pseudomma antarcticum är en kräftdjursart som beskrevs av John Todd Zimmer 1914. Pseudomma antarcticum ingår i släktet Pseudomma och familjen Mysidae. Inga underarter finns listade i Catalogue of Life.